# ولادیمیر گوستیوخین
ولادیمیر گوستیوخین (روسی: Владимир Васильевич Гостюхин؛ زادهٔ ۱۰ مارس ۱۹۴۶) یک هنرپیشه اهل اتحاد جماهیر شوروی سوسیالیستی است.
از فیلم‌ها یا برنامه‌های تلویزیونی که وی در آن نقش داشته است می‌توان به نزدیک بهشت اشاره کرد.
وی همچنین برندهٔ جوایزی همچون جایزه دولتی اتحاد شوروی شده است.